# Burbank Animation Studios
Burbank Animation Studios — австралийская киностудия, расположена в Сиднее.

## История
Первыми анимационными фильмами компании в 1982 году были адаптации книг Чарльза Диккенса. Эти фильмы отличались тем, что по мере мультипликации для детей они были чересчур мрачными. В дальнейшем анимационная студия снимала мультфильмы по другим сказкам и произведениям, находящимся в общественном достоянии, такие как: «Ветер в ивах» Кеннета Грэхема, «Дон Кихот» Мигеля де Сервантеса, «Питера Пэна» Дж. М. Барри, «Алису» Льюиса Кэрролла, «Три мушкетера» Александра Дюма и многие другие.
Прекратила существование в 1989 году, но спустя два года была возрождена под названием Burbank Animation Studios. Новая студия продолжила производство «анимационной классики» совместно с Anchor Bay Entertainment и Bridgestar Entertainment.
С 1991 по 1994 год Burbank Animation Studios использовала австралийскую Unlimited Energee в качестве производственного объекта. Шоу были традиционно нарисованы, но затем нанесены цифровыми чернилами, раскрашены и скомпонованы сначала для систем записи на картриджах Betamax, а затем Ampex, что позволило получить некоторые необычно подробные фоны, различные цифровые эффекты и нечастое 3D (редко используемое из-за небольшого бюджета). В 1994 году Burbank Animation Studios решила переключить производственные мощности на Colorland Studios of China.

## Статус авторского права
Было много неясностей относительно того, перешли ли права собственности на эти фильмы в общественное достояние. Несмотря на количество выпусков этих фильмов, каждый фильм Burbank имеет действующее авторское право в США и не может считаться произведением-сиротой или общественным достоянием. Каталог мультфильмов студии Burbank является примером типа бюджетного контента с авторскими правами, который регулярно лицензируется по параллельной лицензии несколькими дистрибьюторами домашнего видео.
Когда материнская компания Burbank Film Funding & Management была ликвидирована, права на распространение «Анимационной классики» были переданы ABR Entertainment, а авторские права позже были полностью переданы Omnivision. Сейчас они принадлежат Pulse Distribution and Entertainment и управляются фирмой NuTech Digital по управлению цифровыми правами. Эти названия в настоящее время доступны в США на лейбле NuTech's Digital Versatile Disc (DVD), Ltd. Они также были лицензированы компанией Genius Entertainment.
Также были замечены релизы по бюджетной цене от Digiview Entertainment, но их законность неизвестна.
Права на распространение на «The Dickens Collection» («Рождественская история», Оливер Твист, Дэвид Копперфилд, «Большие надежды», «Повесть о двух городах», «Старый магазин диковинок», «Записки Николаса Никльби и Пиквика»), «Sherlock Holmes Collection» (А Study in Scarlet, The Baskerville Curse, The Sign of Four и Valley of Fear), Black Tulip и The Corsican Brothers были переведены в Rikini, который позже стал International Family Classics (IFC), который продал фильмы HS Holding Corporation, которой в настоящее время принадлежат названия. «Алиса в Зазеркалье» теперь также принадлежит H.S., который приобрел права у INI Entertainment Group, дистрибьютора фильмов Burbank Animation Studios после 1991 года. Эти названия в настоящее время распространяются Liberty International Publishing в США через Liberation Entertainment и Genius Entertainment.
Как и в случае с «Animated Classics», выпуски Digiview по бюджетной цене были замечены, но, опять же, их законность неизвестна.
Payless Entertainment, австралийский дистрибьютор, начал переиздание каталога Burbank в 2008 году.
Кредиты на производство шоу Burbank Animation Studios различаются. Некоторые дистрибьюторы, включая INI, сохраняют оригинальные полные титры (синие страницы в конце истории, описывающие всю производственную команду). Другие дистрибьюторы урезали производственные кредиты, так что от продюсерской студии остались только режиссер анимации, главный продюсер и администрация.

## Фильмография

### Как Burbank Films
- Рождественская песнь (15 декабря 1982 г.)
- Оливер Твист (22 декабря 1982 г.)
- Шерлок Холмс и знак четырех (13 января 1983 г.)
- Шерлок Холмс и Долина Страха (14 января 1983 г.)
- Шерлок Холмс и этюд в багровых тонах (15 января 1983 г.)
- Шерлок Холмс и проклятие Баскервилей (16 января 1983 г.)
- Большие надежды (31 марта 1983 г.)
- Дэвид Копперфилд (20 июля 1983 г.)
- Старый магазин диковинок (17 февраля 1984 г.)
- Повесть о двух городах (8 июня 1984 г.)
- Приключения Робин Гуда (1985)
- 20000 лье под водой (1985)
- Николас Никльби (1985)
- Человек в железной маске (1985)
- Документы Пиквика (1985)
- Доктор Джекил и мистер Хайд (1986)
- Айвенго (1986)
- Похищенный (1986)
- Копи царя Соломона (1986)
- Приключения Тома Сойера (1986)
- Горбун из Нотр-Дама (1986)
- Три мушкетера (1986)
- Алиса в Зазеркалье (1987)
- Черная красавица (1987)
- Дон Кихот из Ла-Манчи (1987)
- Роб Рой (1987)
- Последний из могикан (1987)
- Одиссея (1987)
- Остров сокровищ (1987)
- Алиса в стране чудес (1988)
- Вокруг света за 80 дней (1988)
- Черная стрела (1988)
- Черный тюльпан (1988)
- Гайавата (1988)
- Питер Пэн (1988)
- Узник Зенды (1988)
- Westward Ho! (1988)
- Ветер в ивах (1988)
- Корсиканские братья (1989)

### Как Burbank Animation Studios
- Белый клык (1991)
- Новая одежда императора (1991)
- Граф Монте-Кристо (1991)
- Ганс и серебряные коньки (1991)
- Златовласка и три медведя (1991)
- Фрэнк Энштейн (1991)
- Али-Баба (1991)
- Новые приключения Робин Гуда (1992)
- Крысолов из Хэмлина (1992)
- Дюймовочка (1993)
- Фантастические путешествия Синдбада (1993)
- Кот в сапогах (1993)
- Новые приключения Вильгельма Телля (1994)
- Покахонтас (1995)
- Золушка (1996)
- Красавица и чудовище (1996)
- Горбун из Нотр-Дама (1996)
- Гензель и Гретель (1996)
- Геркулес (1997)
- Анастасия (1997)
- Русалочка (1998)
- Камелот (1998)
- Му Лан (1998)
- Князь Нила: История Моисея (1998)
- Три поросенка (1999)
- D4: Троянский пес (1999)
- Анна и король (1999)
- Пасха в стране кроликов (2000)
- Тихая ночь: История первого Рождества (2000)
- Кентервильское привидение (2001)
- Джозеф и разноцветное пальто (2001)
- Маленький барабанщик (2001)
- Девушка из джунглей и затерянный остров динозавров (2002)